# Albrecht Heinze
Albrecht Heinze (* 23. Oktober 1921 in Böhlen (Großbreitenbach); † 24. Oktober 2014 in Markkleeberg) war ein deutscher Ökonom und in der DDR Hochschullehrer.

## Leben
Er besuchte von 1928 bis 1936 Volksschule in Böhlen. Von 1936 bis 1939 absolvierte er eine kaufmännische Lehre bei Fa. Oskar Heinze jun. in Mellenbach mit Abschluss Kaufmannsgehilfe. Der Sohn von Armin Heinze (Thermometermacher) und Helene Heinze geb. Möller (Hausfrau/Agrotechnikerin) studierte von 1950 bis 1953 Wirtschaftswissenschaften an der Deutschen Verwaltungsakademie Forst Zinna bzw. Akademie für Staats- und Rechtswissenschaft der DDR (1953 Staatsexamen an der DAStR Potsdam-Babelsberg als Diplomwirtschaftler). Nach der Promotion 1957 zum Dr. rer. oec. an der Hochschule für Ökonomie Berlin-Karlshorst bei Alfred Lemmnitz und Helmut Koziolek und der Habilitation 1965 zum Dr. oec. habil. an der Wirtschaftswissenschaftlichen Fakultät der Karl-Marx-Universität Leipzig (KMU) bei Horst Bley und Günter Fabiunke (Venia legendi: 1965 für das Fachgebiet Politische Ökonomie/Wirtschaftswissenschaften) war er von 1969 bis 1977 ordentlicher Professor für Politische Ökonomie an der KMU. Von 1960 bis 1964 war er Dekan der Wirtschaftswissenschaftlichen Fakultät, von 1967 bis 1969 Dekan der Wirtschaftswissenschaftlichen Fakultät und von 1969 bis 1972 Direktor der Sektion Politische Ökonomie/Marx.-leninistische Organisationswissenschaften.

## Ehrungen
- 1961 Verdienstmedaille der DDR.
- 1966 Ehrennadel der Karl-Marx-Universität Leipzig.
- 1970 Vaterländischer Verdienstorden (Bronze)
- 1976 Banner der Arbeit Stufe II.
- 1989 Ehrenmedaille zum 40. Jahrestag der DDR.

## Schriften (Auswahl)
- Lenins Kampf gegen den Revisionismus. Vortrag. Leipzig 1960, OCLC 56853300.
- mit Horst Richter: Multimillionäre, Minister, Militaristen. Der staatsmonopolistische Kapitalismus und die Militarisierung in Westdeutschland. Berlin 1963, OCLC 73443600.
- Die Bedeutung des Werkes „Das Kapital“ von Karl Marx für den Kampf der Arbeiterklasse. Hauptreferat. Leipzig 1967, OCLC 71973750.
- mit Alfred Lemmnitz: Handelskapital und Handelsprofit, Leihkapital und Zins. Berlin 1979, OCLC 180958116.